# Phyllonorycter reduncata
Phyllonorycter reduncata là một loài bướm đêm thuộc họ Gracillariidae. Nó được tìm thấy ở vùng Viễn Đông Nga.
Ấu trùng ăn Lonicera species, bao gồm Lonicera edulis, Lonicera maackii và Lonicera praeflorens. Chúng có thể ăn lá nơi chúng làm tổ.